# Bror Brenner

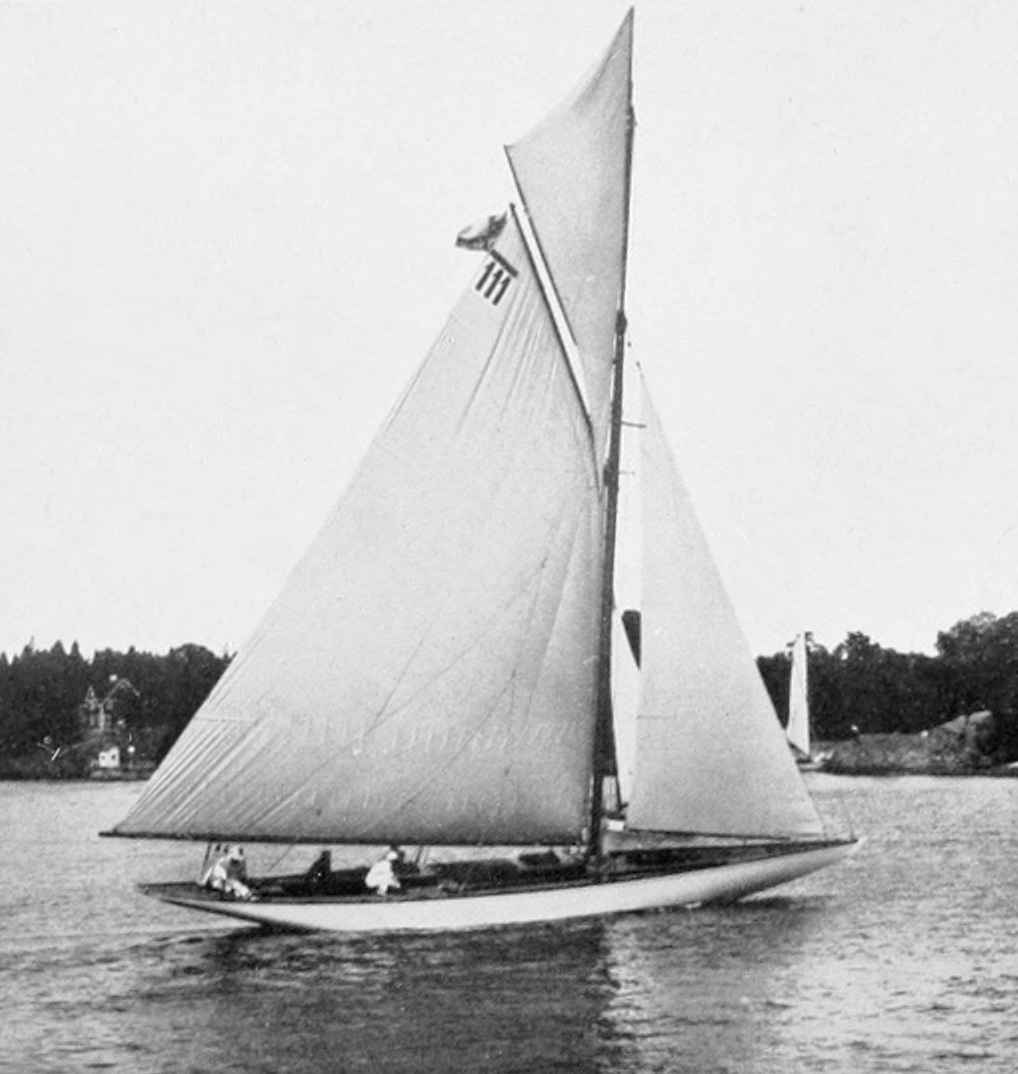
Nina

Bror Benedictus Bernhard Brenner (ur. 17 lipca 1855 w Wyborgu, zm. 17 kwietnia 1923 tamże) – fiński żeglarz, olimpijczyk, zdobywca srebrnego medalu w regatach na Letnich Igrzyskach Olimpijskich w 1912 roku w Sztokholmie.
Na Letnich Igrzyskach Olimpijskich 1912 zdobył srebro w żeglarskiej klasie 10 metrów. Załogę jachtu Nina tworzyli również Erik Lindh, Harry Wahl, Waldemar Björkstén, Jacob Björnström, Allan Franck i Aarne Pekkalainen.